# Da’Vine Joy Randolph
Da’Vine Joy Randolph (ur. 21 maja 1986 roku w Filadelfii) – amerykańska aktorka teatralna, musicalowa i filmowa, laureatka nagrody Akademii Filmowej, Złotego Globu i BAFTA za rolę Mary Lamb w filmie Przesilenie zimowe z 2023 roku, w 2012 roku nominowana do Tony za rolę Ody Mae Brown w musicalu Ghost: The Musical.

## Życiorys
Da'Vine Joy Randolph, urodziła się 21 maja 1986 roku w Filadelfii. Początkowo kształciła się w zakresie muzyki klasycznej i opery na Uniwersytecie Temple w Filadelfii, zanim zmieniła i ukończyła kierunek musicalowy. Następnie kształciła się w Yale School of Drama, gdzie uzyskała tytuł magistra i rozpoczęła karierę teatralną.
W 2012 roku zdobyła nominację do nagrody Tony za rolę jasnowidzki Ody Mae Brown w musicalu Ghost: The Musical.
Debiut filmowy Randolph miał miejsce w 2013 roku, w filmie telewizyjnym Mother of George, który miał swoją premierę na festiwalu filmowym Sundance. Pojawiała się także w takich produkcjach telewizyjnych jak serial Selfie i wystąpiła gościnnie w Żonie idealnej, Figurantce, Tacy jesteśmy i w musicalowym dramacie Imperium. W 2019 roku zagrała w dobrze przyjętemu filmie Netflixa Nazywam się Dolemite.
W sierpniu 2022 roku ogłoszono, że Da’Vine Joy Randolph zagra w thrillerze akcji Shadow Force z Kerry Washington i Omarem Sy.
Jej przełomową rolą była kucharka Mary Lamb, którą zagrała w filmie Przesilenie zimowe. W 2023 roku dostała za nią nagrodę BAFTA, Złoty Glob i Nagrodę Akademii.

## Filmografia

### Filmy
| Rok         | Film                                 | Rola               |
| ----------- | ------------------------------------ | ------------------ |
| 2013        | Mother of George                     |                    |
| 2013        | Choleryk z Brooklynu                 | Pielęgniarka Rowan |
| 2016        | Firmowa Gwiazdka                     | Carla              |
| 2019        | Dolemite Is My Name                  | Lady Reed          |
| 2020        | The Last Shift                       | Shazz              |
| 2020        | Tani cwani                           | Jenny              |
| 2021        | The United States vs. Billie Holiday | Roslyn             |
| 2021        | Winni                                | Dyspozytorka       |
| 2022        | Zaginione miasto                     | Beth               |
| 2022        | On the Come Up                       |                    |
| 2022        | Kot w butach: Ostatnie życzenie      | Mama Luna (głos)   |
| 2023        | Przesilenie zimowe                   | Mary Lamb          |
| 2023        | Co komu pisane                       | Delta Jones        |
| w produkcji | Shadow Force                         |                    |

### Seriale
| Rok       | Serial             | Rola                        |
| --------- | ------------------ | --------------------------- |
| 2013      | Żona idealna       | Margie (1 odcinek)          |
| 2014      | Selfie             | Charmonique Whitaker        |
| 2016–2017 | Tacy jesteśmy      | Tanya                       |
| 2016–2017 | Cudzoziemianie     | Yvonne Watson               |
| 2017      | Figurantka         | Roberta Winston (1 odcinek) |
| 2017–2018 | Imperium           | Poundcake                   |
| 2021–2022 | Chicago Party Aunt | Tina (głos)                 |
| 2023      | Idol               | Destiny                     |